# Cmentarz ewangelicki w Kamiennej Górze
Cmentarz ewangelicki w Kamiennej Górze – cmentarz ewangelicki zlokalizowany w Kamiennej Górze przy placu Kościelnym.

## Historia
Cmentarz powstał w 1720 przy kościele łaski pod wezwaniem Świętej Trójcy, zajmował północno-wschodni stok Góry Parkowej.
W 1957 rozpoczęto prace niwelacyjne, rozebrano kaplice grobowe a nagrobki splantowano, teren cmentarza przekształcono w park miejski. Na terenie dawnego cmentarza nadal znajduje się kaplica grobowa rodziny Engmannów, obelisk upamiętniający poległych, którzy odnieśli rany w bitwach koło Trutnova, rozgrywających się 27–28 czerwca 1866 roku. Pomnik został odsłonięty w 1866 roku, a ufundowany został przez ówczesny powiat kamiennogórski. Do czasów współczesnych zachowały się wśród zieleni pojedyncze nagrobki i pozostałości kwater grzebalnych. Wybudowano tu mauzoleum ku czci zamordowanych więźniów i jeńców wojennych. Historię tego miejsca upamiętnia tablica ustawiona przy wejściu od strony ulicy Parkowej.

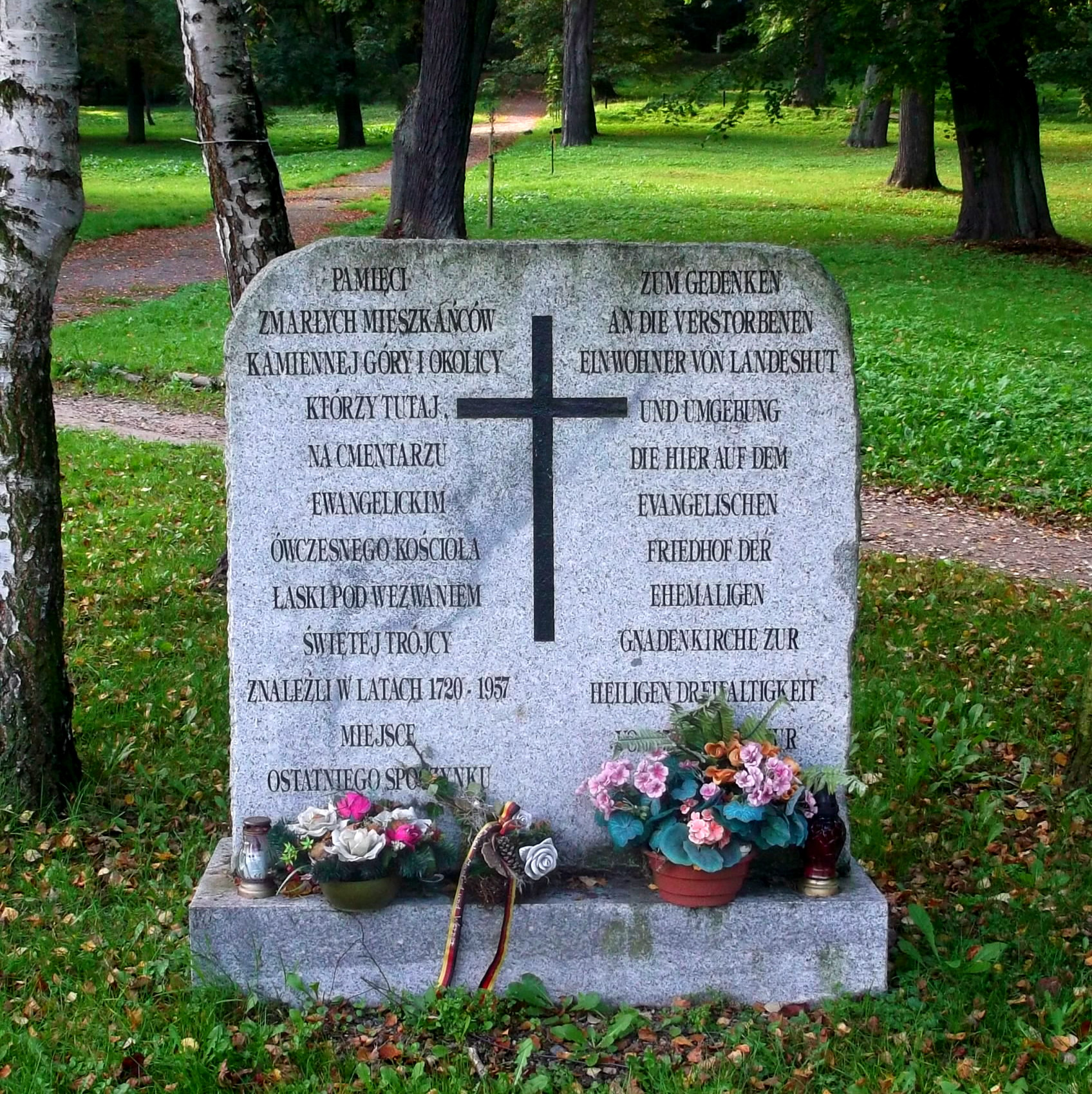
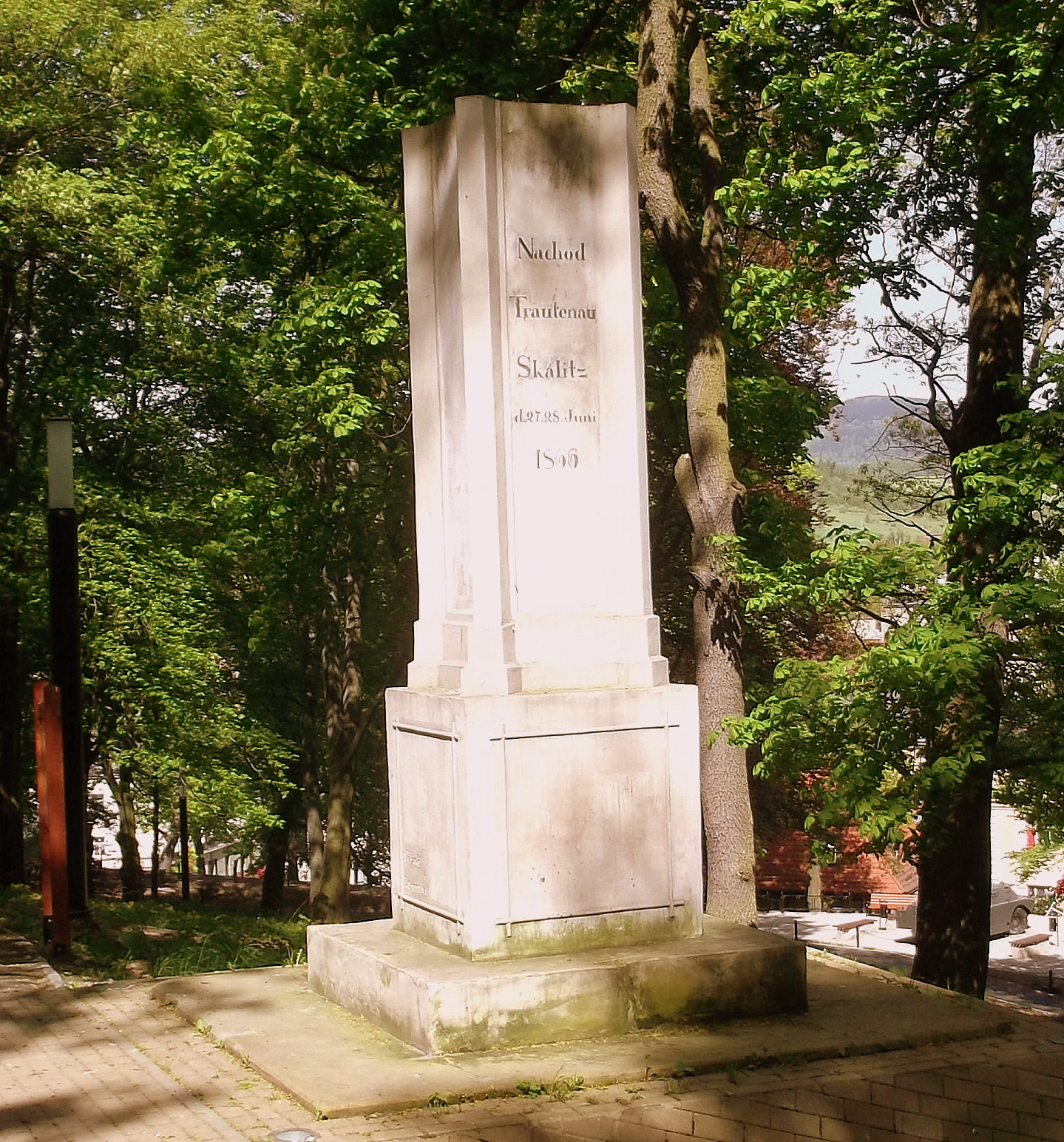